# جايسون هولاند (لاعب اتحاد الرغبي)
جايسون هولاند (بالإنجليزية: Jason Holland)‏ هو لاعب اتحاد الرغبي نيوزيلندي، ولد في 12 أغسطس 1972 في جبل إيسا في أستراليا.

## وصلات خارجية
- جايسون هولاند على موقع ItsRugby.co.uk (الإنجليزية)